# Zaupanje (film)
Zaupanje (madžarsko Bizalom) je madžarski dramski film iz leta 1980, ki ga je režiral in zanj napisal scenarij István Szabó. Dogajanje je postavljeno na konec druge svetovne vojne, ko se morata člana odporniškega gibanja Kata (Bánsági) in János (Andorai) ob skrivanju pred nacisti pretvarjati, da sta zakonca.
Film je bil premierno prikazan 10. januarja 1980 v madžarskih kinematografih in je naletel na dobre ocene kritikov. Kot madžarski kandidat je bil nominiran za oskarja za najboljši mednarodni celovečerni film na 53. podelitvi. Na Mednarodnem filmskem festivalu v Berlinu je bil nominiran za glavno nagrado zlatega medveda, osvojil pa srebrnega medveda za režijo (Szabó) in nagrado Interfilm.

## Vloge
- Ildikó Bánsági kot Kata
- Péter Andorai kot János
- Oszkárné Gombik kot teta
- Károly Csáki kot stric
- Ildikó Kishonti kot Erzsi
- Lajos Balázsovits kot Katin mož
- Tamás Dunai kot Günther Hoffmann
- Zoltán Bezerédi kot Pali
- Éva Bartis
- Béla Éless
- Danielle du Tombe kot Elza
- Gyula Gazdag kot moški
- Gyöngyi Dorogi
- László Littmann kot dr. Czakó
- Judit Halász kot Jánosova žena